# Sminthurus argenteornatus
Sminthurus argenteornatus är en urinsektsart som beskrevs av Banks 1899. Sminthurus argenteornatus ingår i släktet Sminthurus och familjen Sminthuridae. Inga underarter finns listade i Catalogue of Life.